# Lac du Lauzanier
Le lac du Lauzanier est un lac de montagne qui se situe à 2 284 m d'altitude au sein du massif du Mercantour-Argentera, près de la vallée du même nom, dans le département des Alpes-de-Haute-Provence et la région Provence-Alpes-Côte d'Azur. L'Ubayette y prend sa source.

## Géographie
Le lac est situé sur les sentiers de grande randonnée GR 5 et GR 56, dans la réserve naturelle du Lauzanier sur l'ancienne commune de Larche (actuelle Val d'Oronaye), près du Rocher des trois Évêques (2 886 m) et de la Tête de l'Enchastraye (2 954 m). Il est voisin, à moins d'un ou deux kilomètres, sur la même commune de Larche, des Lacs des Hommes, lac de derrière la Croix, lac de l'Enchastraye, et lac du quartier d'Août ou lac des Couleurs.